# Jan Adrianus Herklots
Jan Adrianus Herklots (17 août 1820 - 31 mars 1872) est un zoologiste néerlandais qui a essentiellement étudié les échinodermes, les crustacés et les pennatulaires. Il a succédé à Willem de Haan  à la chaire des invertébrés au Muséum royal d’histoire naturelle de Leyde en 1846.